# Pressione elettrostatica
La pressione elettrostatica è l'effetto della forza elettrostatica di Coulomb quando esercitata, all'interno di un conduttore, su una superficie:
{\displaystyle p={\frac {F}{S}}={\frac {\sigma ^{2}}{2\varepsilon _{0}}}}
dove {\displaystyle \sigma } è la densità superficiale di carica elettrica e {\displaystyle \varepsilon _{0}} la costante dielettrica del vuoto.

## Pressione elettrostatica nei condensatori
Poiché tra le armature di un condensatore piano ideale è presente un campo elettrostatico {\displaystyle E={\frac {|\sigma |}{\varepsilon _{0}}}}, estrapolando il risultato qui presentato al caso generale, si può scrivere la pressione elettrostatica come:
{\displaystyle p={\frac {F}{S}}={\frac {1}{2}}\cdot {\varepsilon _{0}}\cdot |{E^{2}}|}
equivalente alla precedente e con validità generale.